# Nannophrys marmorata
Nannophrys marmorata es una especie  de anfibio anuro de la familia Dicroglossidae.
Es endémica del centro de Sri Lanka, entre los 200 y los 1200 m de altitud. Se encuentra amenazada de extinción por la pérdida de su hábitat natural debido al pastoreo de ganado, la perturbación por el turismo local y la contaminación del agua (agroquímicos) de las fincas de té y cardamomo.